# Raffaele Della Torre
Raffaele Della Torre, né en 1579 à Gênes et mort le 21 mars 1666 dans la même ville, est un juriste et historien italien.

## Biographie
Raffaele Della Torre naquit à Gênes en 1579, d’une famille distinguée. On manque de renseignements sur sa vie. Seulement on sait qu’il s’acquit une grande réputation par sa connaissance du droit civil, et qu’il mourut le 21 mars 1666, âgé de près de 87 ans.

## Œuvres

Tractatus de cambiis, 1641

- Tractatus de cambiis (Genuae 1641; Francofurti 1645).
- Fuga del cardinal Antonio Barberini male interpretata e peggio calunniata, Pérouse, 1646, in-12 (anonyme). Lorsque le pape Urbain VIII fut mort, les Barberini, ses parents, étant poursuivis par son successeur, Innocent X, le cardinal Antoine se réfugia en France, où il fut parfaitement accueilli.
- Astrolabio di stato sopra Cornelio Tacito[1], Venise, Bertani, 1647, in-4°. Dans la préface de son édition de Tacite, le P. Gabriel Brotier met della Torre au nombre des savants qui ont recueilli et commenté les divers passages qui, dans les chefs-d’œuvre de l’illustre historien, peuvent servir de leçons aux hommes de toutes les conditions, mais surtout aux hommes d’État.
- Dissidentis desciscentis, receptæque Neapolis, libri VI, Isola, 1651, in-4°, volume peu commun. C’est l’histoire des événements très-remarquables arrivés à Naples, en 1647 lors de la révolution opérée par Masaniello. « Après y avoir fait un tableau abrégé de l’état économique, politique et militaire de la ville et du royaume sous les vice-rois, l’auteur raconte avec clarté et élégance tout ce qui s’y est passé, depuis le commencement de la révolution jusqu’à l’emprisonnement du duc de Guise. » (Voy. la page 82 des pièces préliminaires de la 3e édit. des Mémoires du comte de Modène, publiée par M. J.-B. Mielle). À la fin de son ouvrage[2], della Torre a placé une déclamation intitulée : Detestatio controversiarum jurisdictionalium inter ecclesiasticam et politicam potestatem.
- Squitinio della republica di Venetia, d’autore incognito, squitinato, Gênes, 1653, in-12.
- Per gli affari Finarini di Genova, Gênes, Ferroni, 1655, in-fol. (Haym).
- Storia della Congiura di Giulio Cesare Vacchero contro la nobiltà di Genova, l’anno 1620. Ce livre ne paraît pas avoir été imprimé. La Bibliothèque nationale de France en possède deux manuscrits, l’un in-8° de 200 pages, et l’autre d’un même nombre de pages grand in-4° (Marsand, Manoscritti ital., J, 481 et 632). Le comte Giuseppe Gorani s’est ainsi exprimé sur la conjuration de Vacchero : « Elle pensa renverser la république ; mais elle fut découverte à temps, et produisit un bien que l’on était très-éloigné d’en attendre. Une réforme générale en fut le fruit. Le gouvernement s’empressa de réparer les griefs du peuple. L’esprit de justice, de tolérance, de sagesse se propagea, et les tribunaux reçurent alors l’organisation qu’ils ont conservée jusqu’à nos jours. » (Mémoires secrets, etc., III, 348). Il ne faut pas oublier que Gorani était disposé à juger favorablement toutes les révolutions.